# Tawanda Chirewa
Tawanda Chirewa, né le 11 octobre 2003 à Chelmsford en Angleterre, est un footballeur international zimbabwéen qui évolue au poste d'ailier gauche ou de milieu offensif au Wolverhampton Wanderers.

## Carrière

### En club
Né à Chelmsford en Angleterre, Tawanda Chirewa est formé par Ipswich Town. Il joue son premier match avec l'équipe première le 12 novembre 2019, lors d'une rencontre d'EFL Trophy face à Colchester United. Il entre en jeu à la place de Gwion Edwards et son équipe est battue par un but à zéro. Avec cette apparition il devient à 16 ans et un mois le deuxième plus jeune joueur à faire ses débuts avec Ipswich Town, le record appartenant toujours à Connor Wickham.
Chirewa signe son premier contrat professionnel avec Ipswich Town, le 2 novembre 2020. Il est ainsi lié au club jusqu'en juin 2022 et le contrat comporte une option pour une saison supplémentaire.
Le 18 septembre 2023, Tawanda Chirewa signe en faveur de Wolverhampton Wanderers, où il doit dans un premier temps intégrer l'équipe réserve du club.
Il joue son premier match avec l'équipe première des Wolves, le 5 janvier 2024, lors d'une rencontre de coupe d'Angleterre face au Brentford FC. Il entre en jeu à la place de Jeanricner Bellegarde et les deux équipes se neutralisent (1-1 score final),. Chirewa fait sa première apparition en Premier League le 11 juin 2024 contre Brighton & Hove Albion. Il entre en jeu en fin de match à la place de Pedro Neto lors de ce match où les deux équipes se neutralisent (0-0 score final),.
Le 26 août 2024, Tawanda Chirewa rejoint Derby County, club de deuxième division, sous la forme d'un prêt d'une saison.

### En sélection
Tawanda Chirewa honore sa première sélection avec l'équipe nationale du Zimbabwe le 7 juin 2024 face au Lesotho. Il est titularisé au poste de milieu offensif axial et son équipe est battue par deux buts à zéro,. Il marque son premier but pour le Zimbabwe dès sa deuxième sélection, le 11 juin 2024 contre l'Afrique du Sud. Titularisé, il marque le but égalisateur après deux minutes de jeu, mais ne peut empêcher la défaite de son équipe (3-1 score final).